# Chitry-les-Mines
Chitry-les-Mines est une commune française située dans le département de la Nièvre, en région Bourgogne-Franche-Comté.

## Géographie

### Villages, hameaux, lieux-dits, écarts
Combres, Courcelanges, Marcy.

### Climat
Pour des articles plus généraux, voir Climat de la Bourgogne-Franche-Comté et Climat de la Nièvre.
En 2010, le climat de la commune est de type climat océanique dégradé des plaines du Centre et du Nord, selon une étude du Centre national de la recherche scientifique s'appuyant sur une série de données couvrant la période 1971-2000. En 2020, Météo-France publie une typologie des climats de la France métropolitaine dans laquelle la commune est exposée à un climat océanique altéré et est dans la région climatique  Centre et contreforts nord du Massif Central, caractérisée par un air sec en été et un bon ensoleillement. 
Pour la période 1971-2000, la température annuelle moyenne est de 11 °C, avec une amplitude thermique annuelle de 15,8 °C. Le cumul annuel moyen de précipitations est de 879 mm, avec 12,6 jours de précipitations en janvier et 8,1 jours en juillet. Pour la période 1991-2020, la température moyenne annuelle observée sur la station météorologique de Météo-France la plus proche, « Lormes_sapc », sur la commune de Lormes à 13 km à vol d'oiseau, est de 11,2 °C et le cumul annuel moyen de précipitations est de 1 071,3 mm. 
La température maximale relevée sur cette station est de 40,7 °C, atteinte le 25 juillet 2019 ; la température minimale est de −18,1 °C, atteinte le 12 janvier 1987,,. 
Les paramètres climatiques de la commune ont été estimés pour le milieu du siècle (2041-2070) selon différents scénarios d'émission de gaz à effet de serre à partir des nouvelles projections climatiques de référence DRIAS-2020. Ils sont consultables sur un site dédié publié par Météo-France en novembre 2022.

## Urbanisme

### Typologie
Au 1er janvier 2024, Chitry-les-Mines est catégorisée commune rurale à habitat dispersé, selon la nouvelle grille communale de densité à sept niveaux définie par l'Insee en 2022.
Elle est située hors unité urbaine et hors attraction des villes,.

### Occupation des sols
L'occupation des sols de la commune, telle qu'elle ressort de la base de données européenne d’occupation biophysique des sols Corine Land Cover (CLC), est marquée par l'importance des territoires agricoles (84,3 % en 2018), une proportion identique à celle de 1990 (84,3 %). La répartition détaillée en 2018 est la suivante : prairies (69,6 %), terres arables (14,7 %), forêts (12 %), zones urbanisées (3,7 %). L'évolution de l’occupation des sols de la commune et de ses infrastructures peut être observée sur les différentes représentations cartographiques du territoire : la carte de Cassini (XVIIIe siècle), la carte d'état-major (1820-1866) et les cartes ou photos aériennes de l'IGN pour la période actuelle (1950 à aujourd'hui).

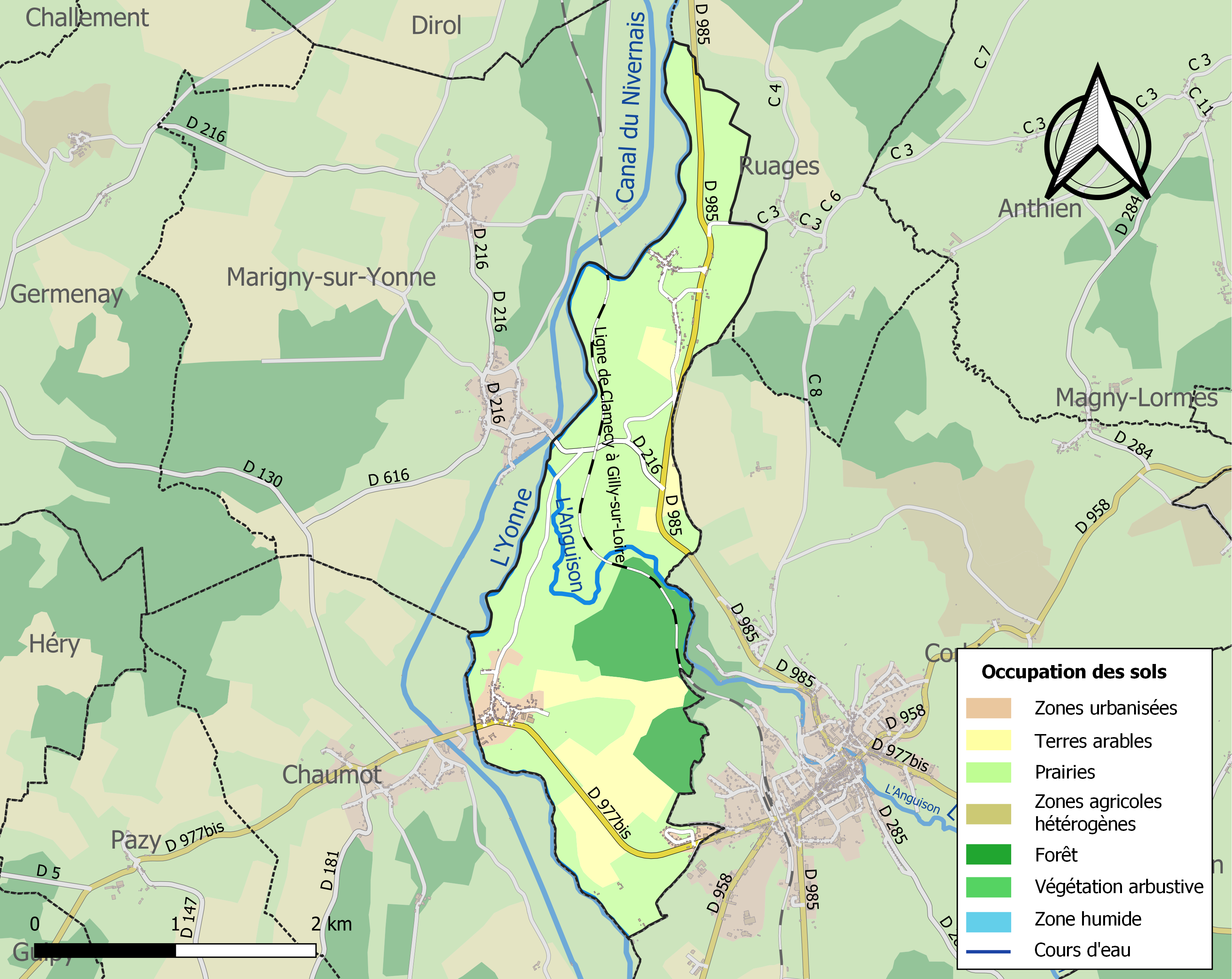
Carte des infrastructures et de l'occupation des sols de la commune en 2018 (CLC).

## Histoire
Chitry connaît une activité minière, qui lui donne son nom : des mines de plomb argentifère sont exploitées à partir de 1495, jusqu'à leur abandon au XVIIe siècle, sur les deux rives de l'Yonne et notamment dans les bois de Chaumot.
Chitry-les-Mines connut un maire célèbre, Jules Renard (son père François Renard fut aussi maire de la commune) : en politique, sous la IIIe République, Jules Renard était socialisant, ardent républicain, laïc, dreyfusard, promoteur de l'école laïque instaurée par Jules Ferry. Écrivain, journaliste, membre de l'Académie Goncourt, il a écrit Poil de Carotte : dans ce livre il  parle d’une maison où vit le jeune Poil de Carotte. Cette maison, située au début de la voie gallo-romaine dite « vieille route » existe toujours après avoir été modifiée par Jules Renard peu avant sa mort en 1910. Le village abrite également un  très beau château datant du XIVe siècle. Il appartint par héritage ou par vente à de nombreuses familles qui se sont illustrées dans la province, notamment les familles de Bazoches (XIVe siècle), des Barres (XVe et XVIe siècles), Olivier (XVIe et XVIIe siècles), Dupin (XIXe siècle).

## Le «petit chemin de fer»
Au début du XXe siècle, la commune était desservie par une des lignes du Tacot du Morvan, plus exactement la ligne Nevers-Corbigny des Chemins de fer départementaux de la Nièvre. La compagnie est absorbée en 1901 par la Société générale des chemins de fer économiques. C'est le « petit chemin de fer » dont parle quelquefois Jules Renard dans son Journal.

## Politique et administration
| Période                                  | Période     | Identité              | Étiquette                      | Qualité                              |
| ---------------------------------------- | ----------- | --------------------- | ------------------------------ | ------------------------------------ |
| 1892                                     | 1897        | François Renard       | radical                        | entrepreneur de travaux publics      |
| 1897                                     | 15 mai 1904 |                       |                                |                                      |
| 15 mai 1904                              | 22 mai 1910 | Jules Renard          | Radical-Socialiste socialisant | Écrivain fils de François, ci-dessus |
|                                          |             | Jean de Nadaillac     |                                |                                      |
| avant 1988                               | ?           | Bertrand de Nadaillac |                                | fils de Jean, ci-dessus              |
| mars 2008                                | 2014        | Claude Rouzeau        |                                | Retraité                             |
| mars 2014                                | En cours    | Jacky Germain         |                                |                                      |
| Les données manquantes sont à compléter. |             |                       |                                |                                      |

## Démographie
L'évolution du nombre d'habitants est connue à travers les recensements de la population effectués dans la commune depuis 1793. Pour les communes de moins de 10 000 habitants, une enquête de recensement portant sur toute la population est réalisée tous les cinq ans, les populations de référence des années intermédiaires étant quant à elles estimées par interpolation ou extrapolation. Pour la commune, le premier recensement exhaustif entrant dans le cadre du nouveau dispositif a été réalisé en 2008.

En 2022, la commune comptait 218 habitants, en évolution de +5,31 % par rapport à 2016 (Nièvre : −3,28 %, France hors Mayotte : +2,11 %).
| 1793 | 1800 | 1806 | 1821 | 1831 | 1836 | 1841 | 1846 | 1851 |
| ---- | ---- | ---- | ---- | ---- | ---- | ---- | ---- | ---- |
| 450  | 486  | 545  | 558  | 614  | 599  | 568  | 614  | 622  |

| 1856 | 1861 | 1866 | 1872 | 1876 | 1881 | 1886 | 1891 | 1896 |
| ---- | ---- | ---- | ---- | ---- | ---- | ---- | ---- | ---- |
| 573  | 603  | 602  | 581  | 628  | 556  | 555  | 479  | 437  |

| 1901 | 1906 | 1911 | 1921 | 1926 | 1931 | 1936 | 1946 | 1954 |
| ---- | ---- | ---- | ---- | ---- | ---- | ---- | ---- | ---- |
| 462  | 441  | 384  | 311  | 304  | 303  | 248  | 236  | 265  |

| 1962 | 1968 | 1975 | 1982 | 1990 | 1999 | 2006 | 2008 | 2013 |
| ---- | ---- | ---- | ---- | ---- | ---- | ---- | ---- | ---- |
| 236  | 209  | 183  | 187  | 248  | 248  | 239  | 236  | 213  |

| 2018 | 2022 | - | - | - | - | - | - | - |
| ---- | ---- | - | - | - | - | - | - | - |
| 208  | 218  | - | - | - | - | - | - | - |

## Culture locale et patrimoine

### Lieux et monuments
Civils
- Château de Chitry-les-Mines
- Monument de Jules Renard par Georges Sirdey.

Religieux
- Église Saint-Martin, à chevet plat du XVe siècle. Sur la porte du clocher figure un christ en Croix entre la Vierge et saint-Jean (XVe siècle). Éléments de décor datant du XVIe siècle, bas-reliefs, vitraux, fonts baptismaux. Pour visiter, demander les clefs en mairie, mardi et vendredi de 14 h à 19 h[18].

### Personnalités liées à la commune
- L'écrivain Jules Renard (1864-1910), vécut toute son enfance dans ce village et en fut maire de 1904 à sa mort. Il est enterré dans le cimetière du village.
- L'acteur Paul Frankeur (1905-1974) et son fils l'acteur Jean-Paul Frankeur (1945-2018) reposent au cimetière de ce village.
- Le scénariste de télévision et de cinéma, Fernand Pluot[19],[20] (1931-2022) est né au village.